# Google Cardboard
Google Cardboard là một nền tảng thực tế ảo (VR) do Google phát triển để sử dụng với một đầu gắn kết cho một điện thoại thông minh. Đặt tên theo cách xem dùng bìa gấp (cardboard), nền tảng này được dự định như một hệ thống chi phí thấp để khuyến khích sự quan tâm và phát triển trong các ứng dụng VR. Người dùng có thể xây dựng trình xem riêng của họ từ các thành phần đơn giản, chi phí thấp bằng cách sử dụng các thông số kỹ thuật do Google xuất bản hoặc mua một sản phẩm được sản xuất sẵn. Để sử dụng nền tảng này, người dùng sử dụng các ứng dụng tương thích Cardboard trên điện thoại, đặt điện thoại vào phía sau của thiết bị xem và xem nội dung thông qua ống kính.
Nền tảng này được David Coz và Damien Henry tạo ra. Hai người đều là các kỹ sư Google tại Google Cultural Institute ở Paris, trong sáng kiến 20% "Innovation Time Off". Nền tảng được giới thiệu tại hội thảo phát triển Google I/O 2014, nơi mà một thiết bị xem Cardboard đã được trao cho tất cả người tham dự. Gói phát triển phần mềm Cardboard (SDK) có sẵn cho các hệ điều hành Android và iOS; trình xem của cho phép nhà phát triển chèn nội dung VR vào trang web và vào ứng dụng của họ.
Cho đến tháng 3 năm 2017, hơn 10 triệu người xem Cardboard đã được vận chuyển và hơn 160 triệu lượt tải xuống ứng dụng Cardboard đã được thực hiện. Sau sự thành công của nền tảng Cardboard, Google đã công bố nền tảng VR nâng cao, Daydream, tại Google I/O 2016.